# James Knight

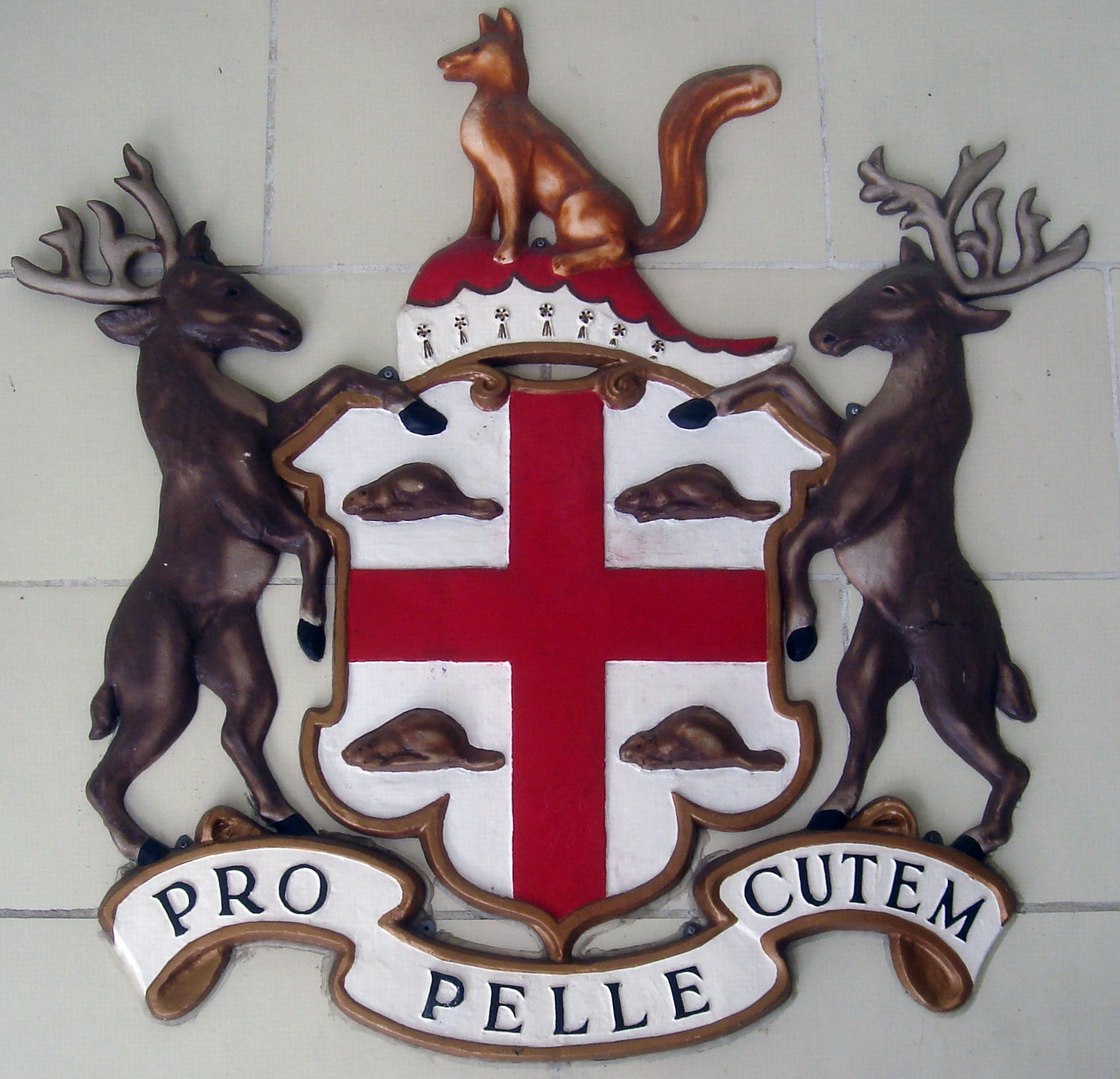
Herb Kompanii Zatoki Hudsona

James Knight (ur. ok. 1640, zm. ok. 1719–1720) – angielski podróżnik i odkrywca, pełniący również funkcję dyrektora Kompanii Zatoki Hudsona (HBC), który zaginął podczas ekspedycji mającej na celu odnalezienie Przejścia Północno-Zachodniego.

## Życiorys
James Knight urodził się prawdopodobnie około 1640 roku, jego miejsce urodzenia nie jest znane. Był cieślą okrętowym i stolarzem w Deptford w Anglii. W 1676 roku został zatrudniony w Kompanii Zatoki Hudsona (HBC), większość swojego życia spędził w służbie firmie. W 1682 roku został głównym przedstawicielem punktu handlowego Fortu Albany w Zatoce Jamesa. Knight jawi się jako zdolny, szorstki, raczej niepiśmienny człowiek, którego praktyczne umiejętności, energia, wytrwałość i wytrzymałość zapewniły mu szybki awans. W 1697 roku kupił akcje w HBC, a w 1711 roku uzyskał mandat w radzie dyrektorów w firmy. 

### Wyprawa w poszukiwaniu Przejścia Północno-Zachodnio i zaginięcie
Knight był zdeterminowany, by odnaleźć Przejście Północno-Zachodnie (W tamtych okresie wciąż hipotetycznej trasy wodnej, która miała łączyć oceany Atlantycki i Spokojny przez dzisiejszą północną Kanadę w wewnątrz Archipelagu Arktycznego). Której odkrycie ułatwiło by handel morski między Europą a Azją Wschodnią. W 4 czerwca 1719 roku wyposażony w dwa statki, fregate „Albany” i slup „Discovery”, wyruszył na poszukiwania owej trasy. Wyprawa nigdy więcej nie była widziana przez żadnego białego człowieka.
W 1722 roku kapitan John Scroggs znalazł wśród Inuitów z wyspy Marble Island znajdującej się w północno-zachodniej części Zatoki Hudsona, przedmioty które prawdopodobnie pochodziły z ekspedycji Knighta. Po powrocie raportował że: Każdy członek wyprawy został zabity przez Eskimosów. Uznano, że dwa statki którymi podróżowała wyprawa Knighta, dotarły do Marble Island i zakotwiczyły w zatoce na wschodzie wyspy.
Prawie pół wieku później w 1769 roku tragiczny los ekspedycji odkrył Samuel Hearne, który w zatoce na Marble Island odnalazł wraki obu okrętów. Według zeznań miejscowych Inuitów, grupa około 50 mężczyzn założyła obóz późną jesienią 1719 roku na wschodnim brzegu wyspy, po rozbiciu się ich jednostek. Do wiosny ich liczebność znacznie się zmniejszyła. Do końca drugiej zimy przeżyło ich około dwudziestu. Pięciu dożyło do lata 1721 roku, kiedy to oni również zmarli.